# Schloss Colombier

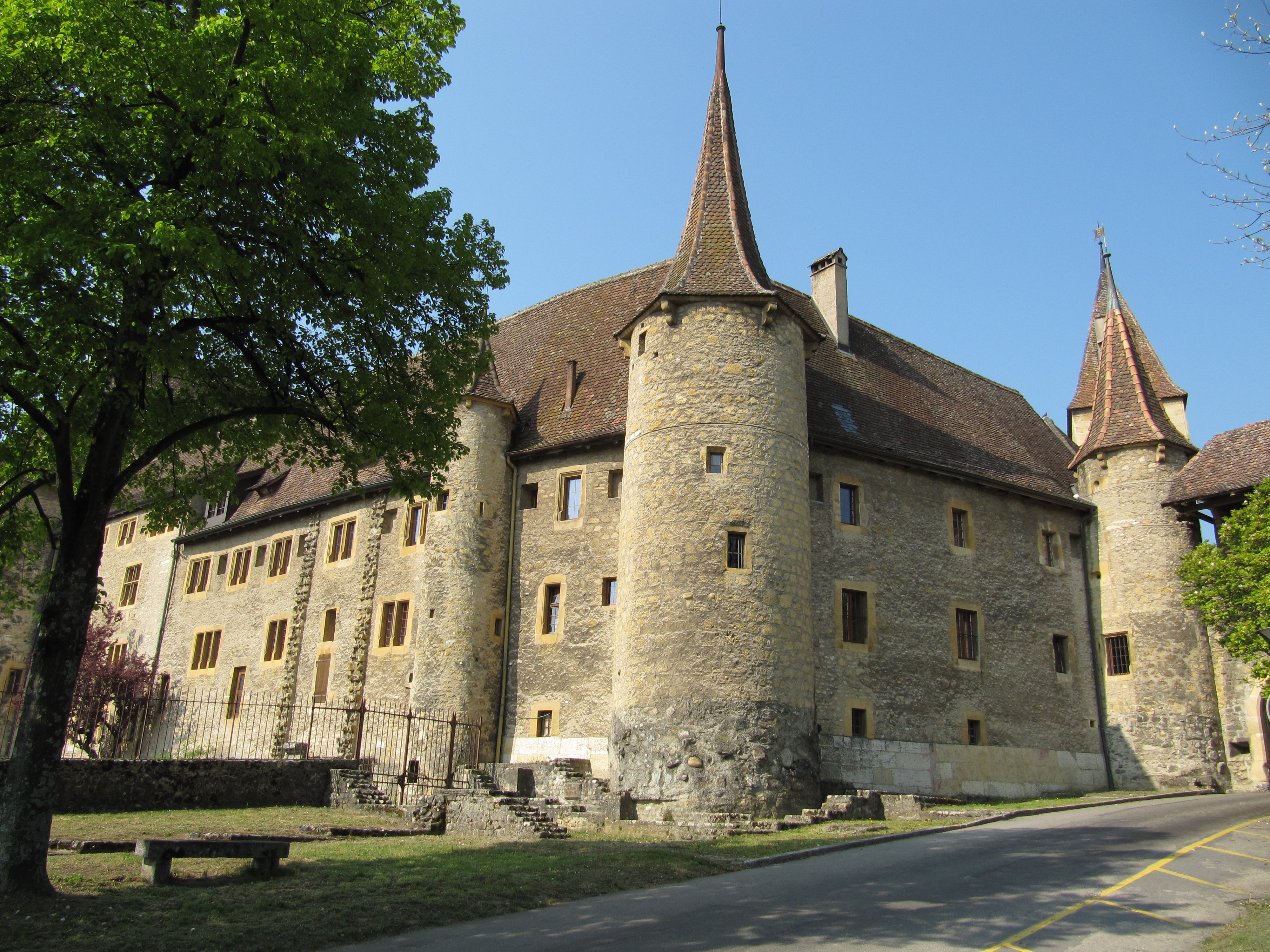
Schloss Colombier

Das Schloss Colombier (Château de Colombier) ist ein Schloss in der ehemaligen Schweizer Gemeinde Colombier (heute Milvignes).
Am Nordufer des Neuenburgersees, etwa 7 km von der Kantonshauptstadt Neuenburg entfernt, erhebt sich das Schloss Colombier an einem Ort, der ohne Unterbruch seit rund 2'000 Jahren bewohnt ist. In wechselnder Folge waren hier Römische Villa, Adelspfalz, Burg, Landvogtei-Sitz und Kaserne. Seit dem 19. Jahrhundert war einigen Fachleuten bekannt, dass es an diesem Ort gallo-römische Baureste gab, aber erst neue archäologische und historische Forschungen konnten deren Wichtigkeit und die Nutzungsfortdauer belegen. Das macht das Bauensemble zu einem architektonischen Komplex von grosser Bedeutung.

## Geschichte

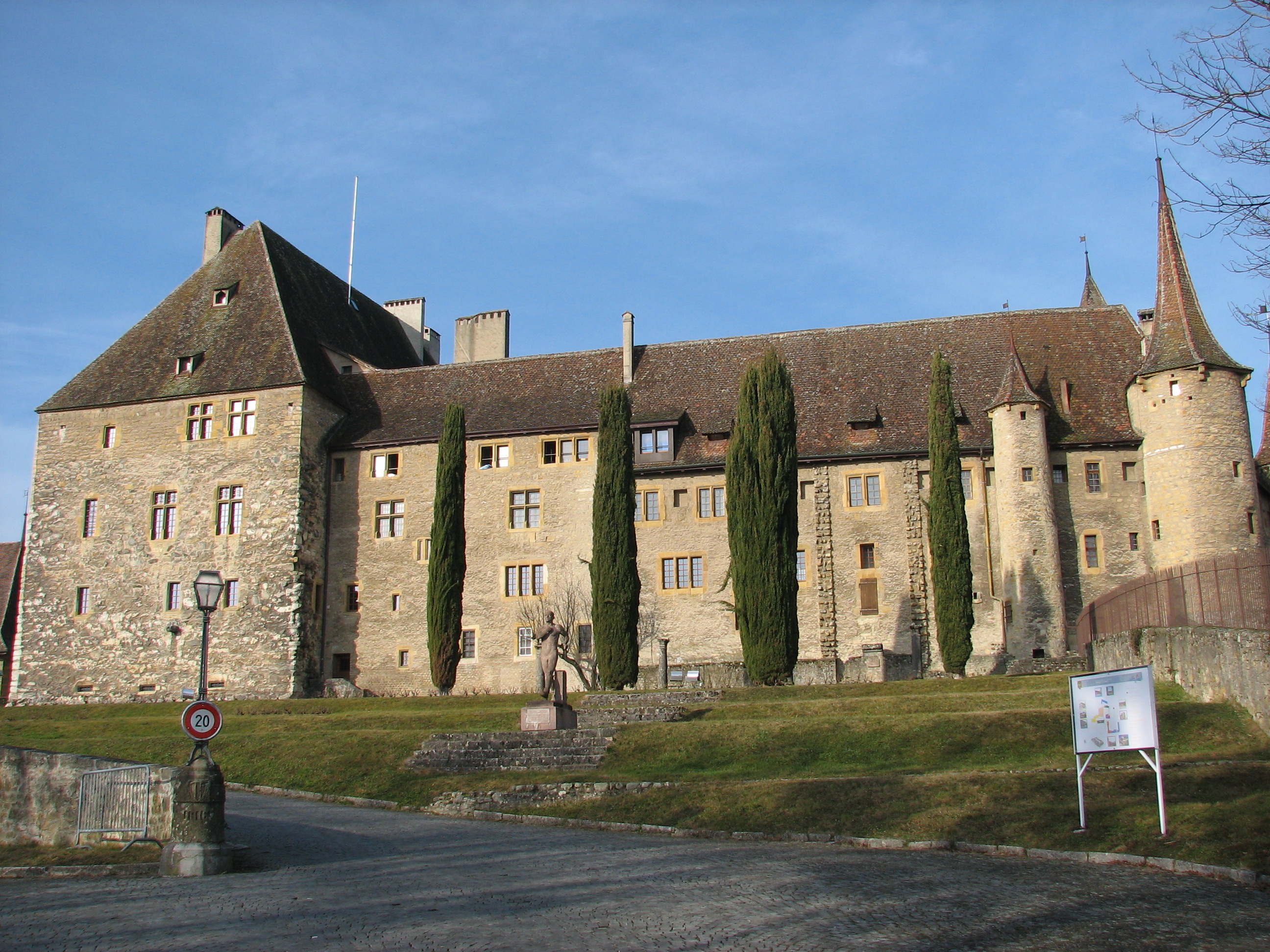
Schloss von Osten gesehen

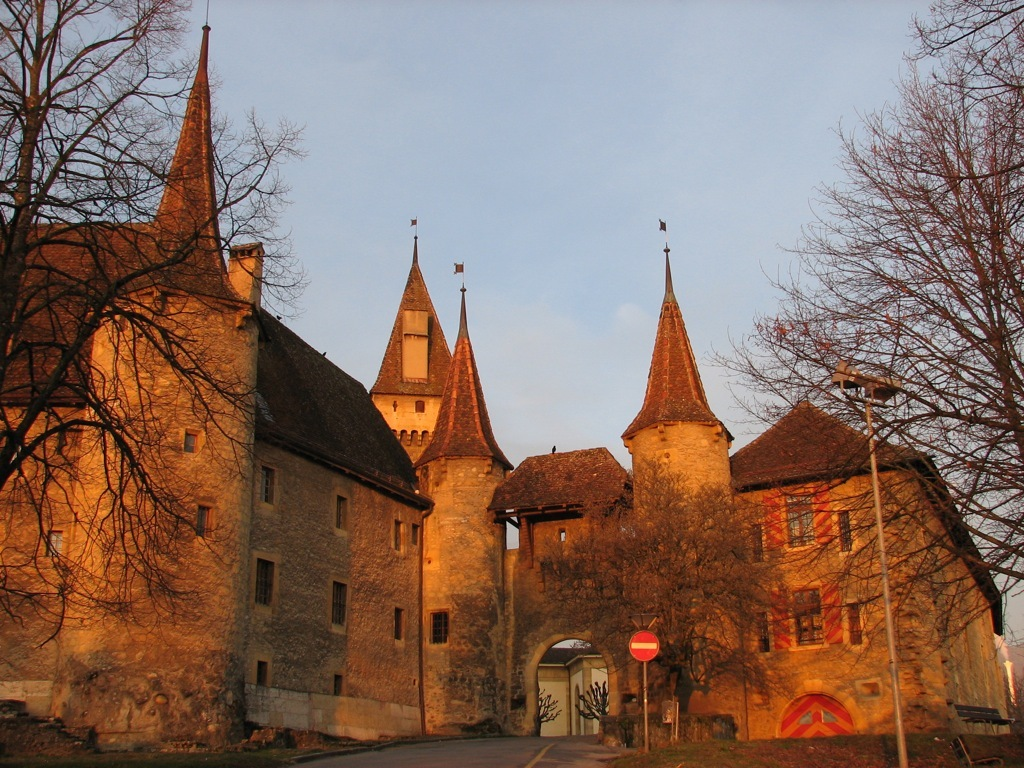
"La porte des allées"

### Römische Villa (60 vor Chr.–5. Jahrhundert nach Chr.)
Vom 1. bis zum 4. Jahrhundert ist an dem Ort eine gallo-römische Villa nachweisbar. Die Domäne bestand aus einer luxuriösen Wohnanlage (pars urbana), an Stelle des heutigen Schlosses, und einem landwirtschaftlichen und handwerklichen Sektor (pars rustica), deren Reste sich unter dem heutigen Städtchen (bourg) befinden. Der palastartige Wohnbereich wurde zwischen dem 2. und 4. Jahrhundert mehrmals erweitert, seine Zimmer waren mit Wandmalereien und Mosaiken geschmückt. Dank eines Säulenganghofes mit einem Wasserbecken, Thermen und Gärten, die sich gegen See und Alpen hin öffneten, konnte sein reicher Besitzer dort dem römischen Ideal der Musse, der Meditation und geistiger Beschäftigung nachgehen, ohne seine öffentlichen (Staats-)Aufgaben zu vernachlässigen.

### Adelspfalz (5.–11. Jahrhundert)
Ab 443 wird das Römische Reich vom Burgunderreich abgelöst (400–532) und seinen Nachfolgern, den Merowingern (532–751), Karolingern (751–888) und Hochburgund (888–1033). Während dieser Periode stellte Colombier einen königsnahen, hochadeligen Hof dar (curtis), der 938 die Doppelhochzeit der Burgunderkönigin Bertha und ihrer Tochter Adelheid, der nachmaligen Kaiserin des Deutschen Reichs, mit König Hugo von Italien und seinem Sohn Lothar ausrichtete. Um 1000 ist Colombier die Residenz des mächtigen Rudolf, Repräsentant der Könige von Burgund und Vorfahr der Herren von Colombier. Das genaue Aussehen dieses hochburgundischen Hofs ist unbekannt, aber es scheint, dass Teile der Römervilla weiterhin in Gebrauch waren, was sich am Mauerwerk ablesen lässt, während andere Teile durch Neubauten ersetzt oder aufgegeben wurden. Das Gebäudeensemble war nach wie vor unbefestigt und um den grossen Hof aus Römerzeiten organisiert.

### Burg (11.–15. Jahrhundert)

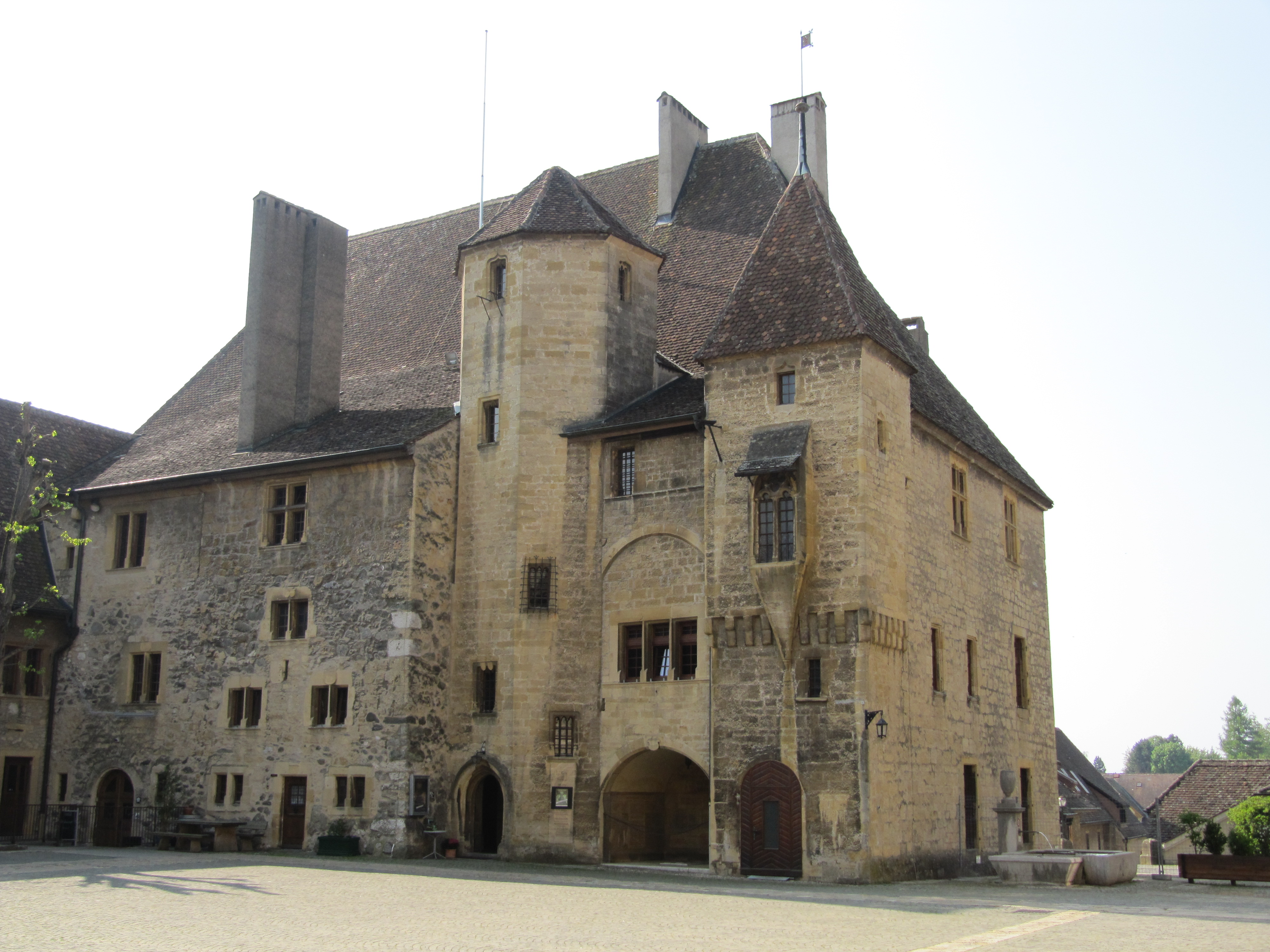
Das "Alte Schloss" vom Hof aus gesehen

Nachdem im Hochmittelalter der Ort Herrschaftszentrum der Herren von Colombier geworden war, einer regional bedeutsamen Adelsfamilie, wurden die alten Residenzreste zu einer befestigten Burg ausgebaut mit Wohnturm (Donjon in der Südwestecke des Hofes) und dem von diversen Gebäuden umgebenen alten Binnenhof. Diesmal wurde die Anlage befestigt und im 14. Jahrhundert mit einer Ringmauer mit Schiessscharten und Rundtürmen ausgebaut. Im 15. Jahrhundert wurde unter Antoine von Colombier das Ganze nochmals vergrössert. Der alte Donjon wurde durchgehend modernisiert und erhielt seine heutige rechteckige Form von grossem Ausmass. In der neuen Burg befanden sich die typischen Räumlichkeiten eines herrschaftlichen Adelssitzes des ausgehenden Mittelalters : grosser Keller, Küche, Saal, verschiedenen Wohngebäude, ein repräsentativer polygonaler Treppenturm («Schnegg») und eine Kapelle. Eine kleine Siedlung (bourg) entwickelte sich entlang der heutigen Schlossstrasse, es ist der alte Durchgangsweg der gallo-römischen Villa, der die Verbindung zum See und zur Strasse am Seeufer herstellt, der Vy d’Etra.

### Herrensitz 16.–18. Jahrhundert
Jean-Jacques von Wattenwyl, der in der Mitte des 16. Jahrhunderts Burg und Grundherrschaft erbte, erneuerte das «Altschloss» mit einem Treppenturm und grossen Dächern (1541). Um den Hof herum wurden Vorratsgebäude, der Torturm und eine gewaltige Zehntscheune errichtet. Die daran anschliessende «Porte des allées » und Weinkeller entstanden zur gleichen Zeit. Die Burg hatte keinen Wehrcharakter mehr, sondern wurde das Herz eines grossen und gewinnbringenden Weinguts. Nach dem Aufkauf durch den Grafen von Neuenburg im Jahr 1564 wurde das Schloss der Landvogteisitz des Steuereinnehmers von Colombier. Dieser Repräsentant des Landesherrn musste die Steuern einsammeln, das heisst die Naturalabgaben der Neuenburger in Form von Getreide, Trauben usw. und diese in den grossen Kellern und Scheunen des Schlosses aufbewahren. Einige Wohnräumlichkeiten mussten für hochgestellte Persönlichkeiten zur Verfügung stehen, so wohnten hier zeitweilig Fürst Henri II. von Orléans-Longueville oder in der Neuenburger Preussenzeit (1707–1848) der exzentrische Gouverneur Lord Georges Keith Marschall von Schottland, enger Vertrauter von Friedrich dem Grossen.

### Militärkaserne (19. Jahrhundert)

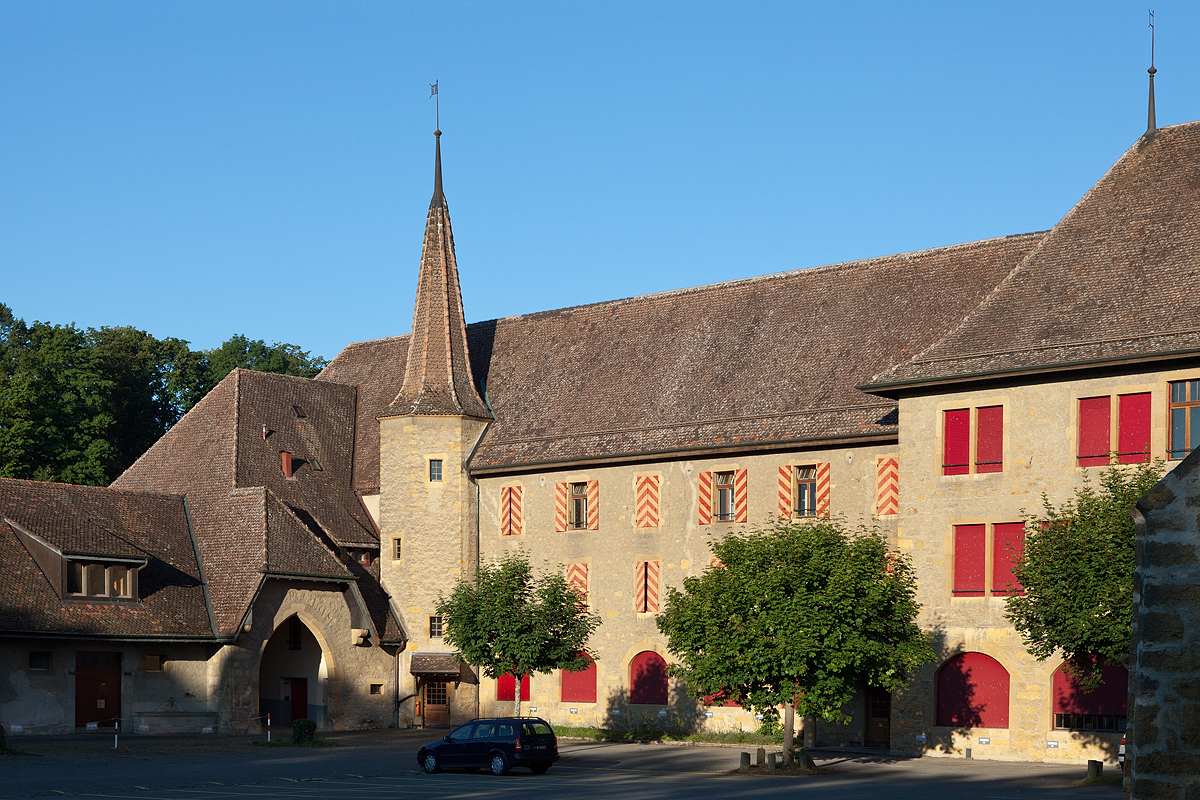
Die Offizierskaserne (1912–14)

Im Verlaufe des 19. Jahrhunderts knüpfte das Schloss an seine alte Militärfunktion an. Es beherbergte kurzzeitig ein Lazarett, bevor es als Kaserne den Neuenburger Truppen diente und dann den Soldaten der Schweizer Armee. Ab 1877 regelte der Status als Eidgenössischer Waffenplatz den Alltag in Colombier und drückte der Architektur seinen Stempel auf.
Um Männer, Pferde und Material unterzubringen, mussten die kantonalen Behörden die existierenden Gebäude verändern und neue bauen: die Neue Kaserne (1842–43, 1890), das Arsenal (1869–71), Reithalle (1851 und 1873), Offizierskaserne und Stallungen (1912–14), die sogenannte Kaserne der alten Manege (1982). Die Architektursprache, die das Schloss umgibt, ist stilistisch kontrastreich: Neben spätklassizistischen und funktionalistischen Gebäuden des 19. Jahrhunderts findet man Heimatstilbauten des beginnenden 20. Jahrhunderts und Plattenbauweise der 1980er Jahre.

### Archäologie, Restaurierung und Modernisierung unter einem Dach
Bei dem Bau eines Wasserreservoirs 1840 fanden Arbeiter alte Dachziegel und einen Säulenschaft. Man wendete sich an den Archäologen Frédéric Dubois de Montperreux (1798–1850), der die ersten Grabungen in Gang setzte und die Neuenburger auf das historische Alter der Gesamtanlage hinwies. Seit dieser Zeit achteten die Verantwortlichen bei jeder baulichen Intervention auf den historischen Charakter des Schlosses und versuchten dabei, den Bedürfnissen des Militärs Rechnung zu tragen, eine Aufgabe, die oft schwierig war. Seit 1905 stehen die ältesten Bauteile unter kantonalen Denkmalschutz. Von 1905 bis 1934 wurde das Schloss einer Gesamtrestaurierung unterzogen, unter Beachtung archäologischer Grundsätze, wie man sie damals verstand. Den Erneuerungsarbeiten gingen Grabungen, Sicherung von Fundmaterial und diverse Untersuchungen voraus, die erlaubten, die als alt erkannten Teile zu konservieren und in Szene zu setzen. In den 1950er bis 1960er Jahren vervielfachten sich die Unterhaltsarbeiten, bevor dann zwischen 1978 und 1987 der Waffenplatz und die neuen Bauten (Kasernen 3 und 4, Küchen) einer generelle Sanierungskampagne unterzogen wurden.

### Kaserne und Museum

Flugaufnahme um 1950

Das Schloss beherbergt auch Kunstwerke. Im Rahmen umfangreicher Umbauarbeiten, die während des Ersten Weltkriegs (1914–1918) stattfanden, schickte Colonel Robert-Ferdinand Treytorrent de Loys (1857–1917) den Soldaten und Künstler aus La Chaux-de-Fonds Charles L’Eplattenier (1874–1946) nicht zum Frontdienst, sondern beauftragte ihn, einen Saal auszumalen. Zwischen 1915 und 1919 realisierte dieser im 1. Obergeschoss im Rittersaal ein grosses Wandgemälde, das die Mobilmachung von 1914 darstellt. Einige Jahre später (1934–1946) führte der Künstler sein Werk fort und malte im Waffensaal einen zweiten Wandgemäldezyklus, der die Ursprünge der Eidgenossenschaft darstellt.
Weitere Kunstwerke schmücken Schlosswände und Schlossumgebung, wie zum Beispiel das Kriegerdenkmal vom Ersten Weltkrieg (1921), die Statue des Leichtathleten Jean Linder von Charles L’Eplattenier (realisiert 1928, Geschenk des Künstlers 1939) sowie das Relief für Henri I. von Orléans-Longueville von Paulo Röthlisberger (1953). Seit 1954 beherbergt das sogenannte Alte Schloss ein Militärmuseum, erweitert ein Jahr später durch einen Ausstellungssaal mit Indiennes, den bunt bedruckten Baumwollstoffen aus der Gegend, die dem Museum für Kunst und Geschichte in Neuenburg übergeben worden sind.

### Aktuelle Nutzung
Der Waffenplatz von Colombier ist heute (Stand 2020) genutzt von der Lehrverband Infanterie, der Infanterieschule und der Infanterie VBA 18. Trotz zwischenzeitlicher Schliessung des Museums können das Schloss und seine Umgebung besichtigt werden und das öffentliche Restaurant steht jedem Gast offen.

## Bildergalerie

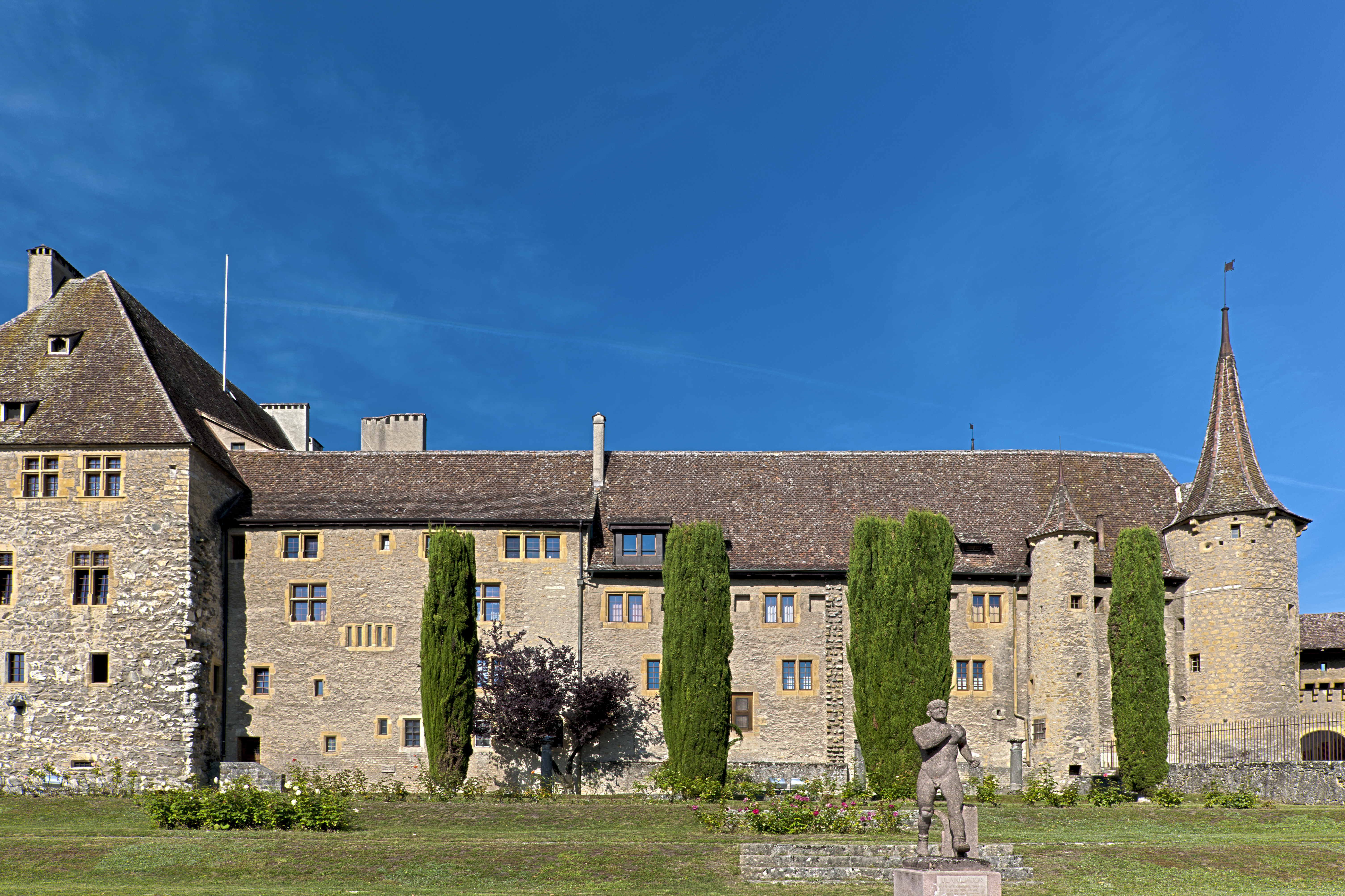
Ostfassade
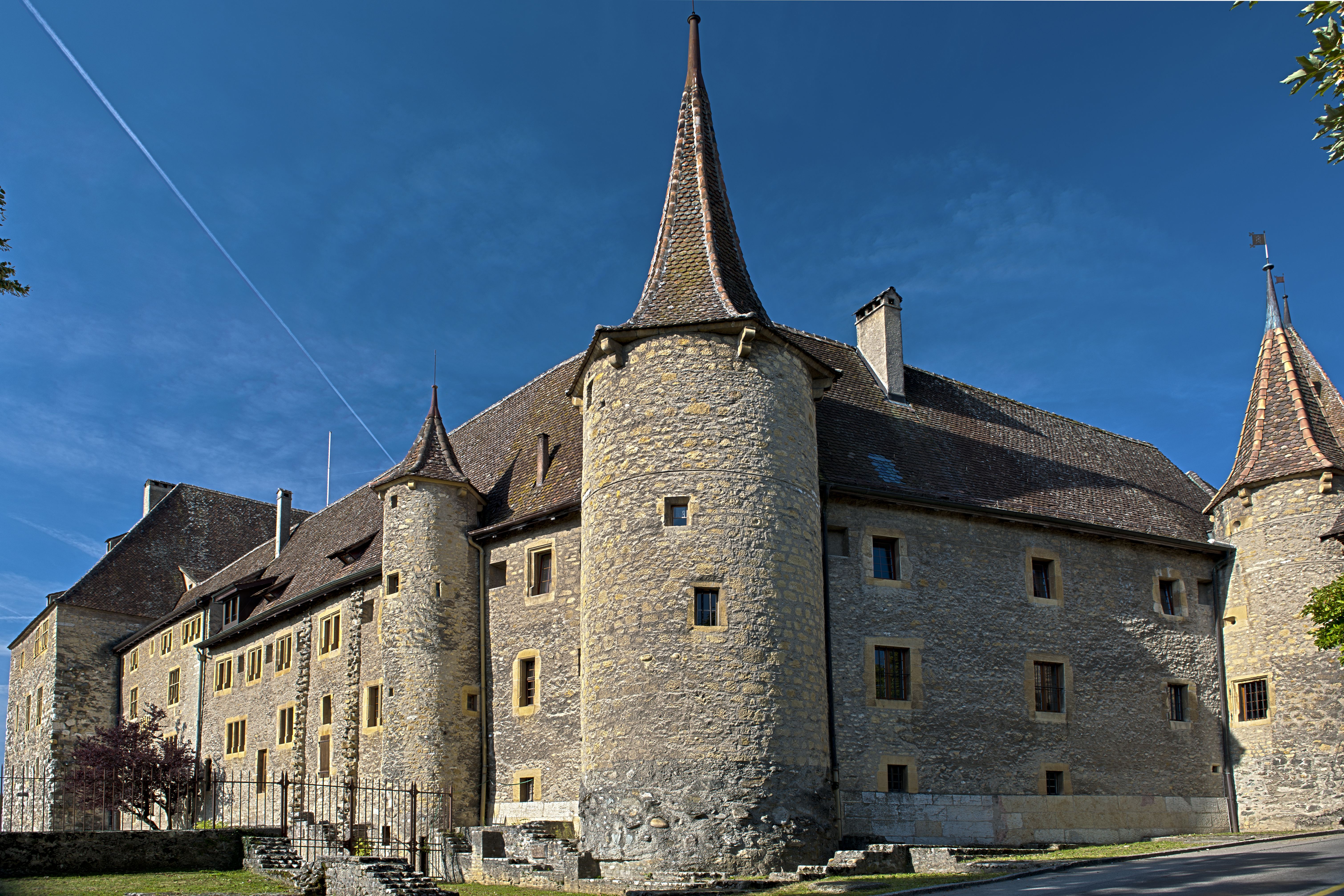
Ost- und Nordfassade
Flugaufnahme des Hofs
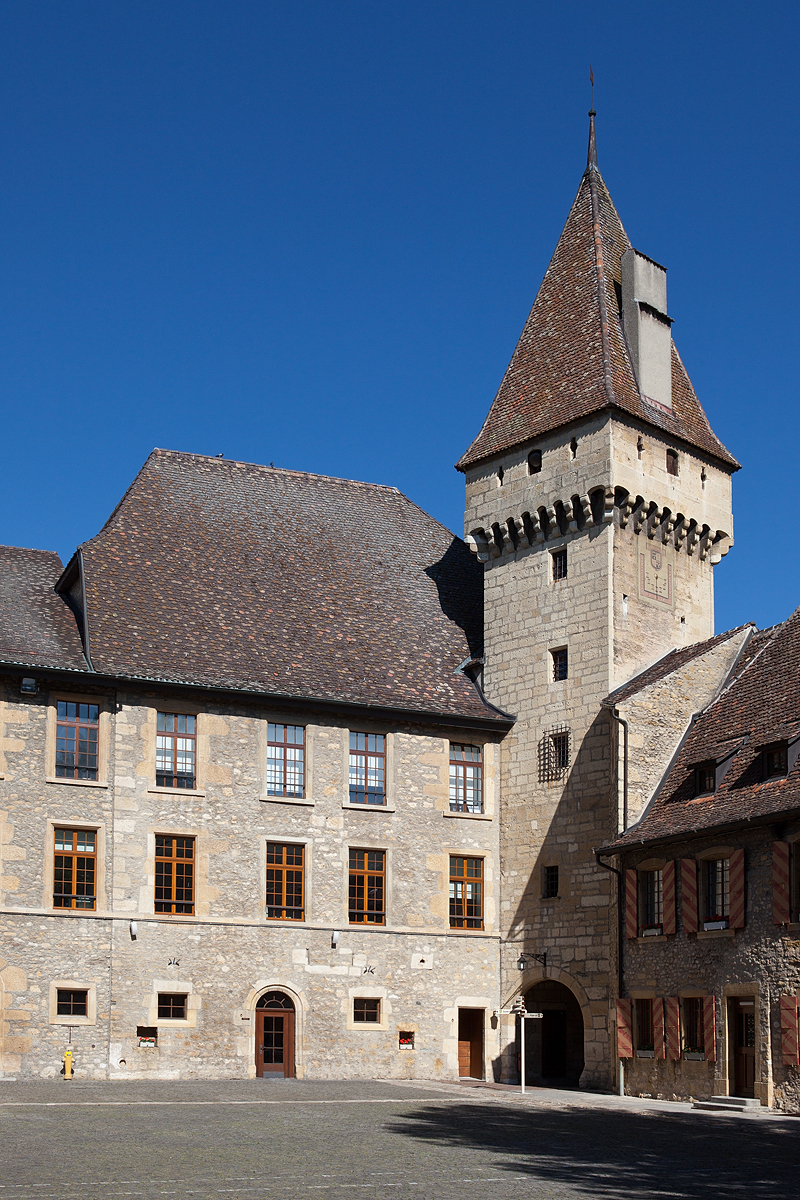
Der Ehrenturm vom Hof aus
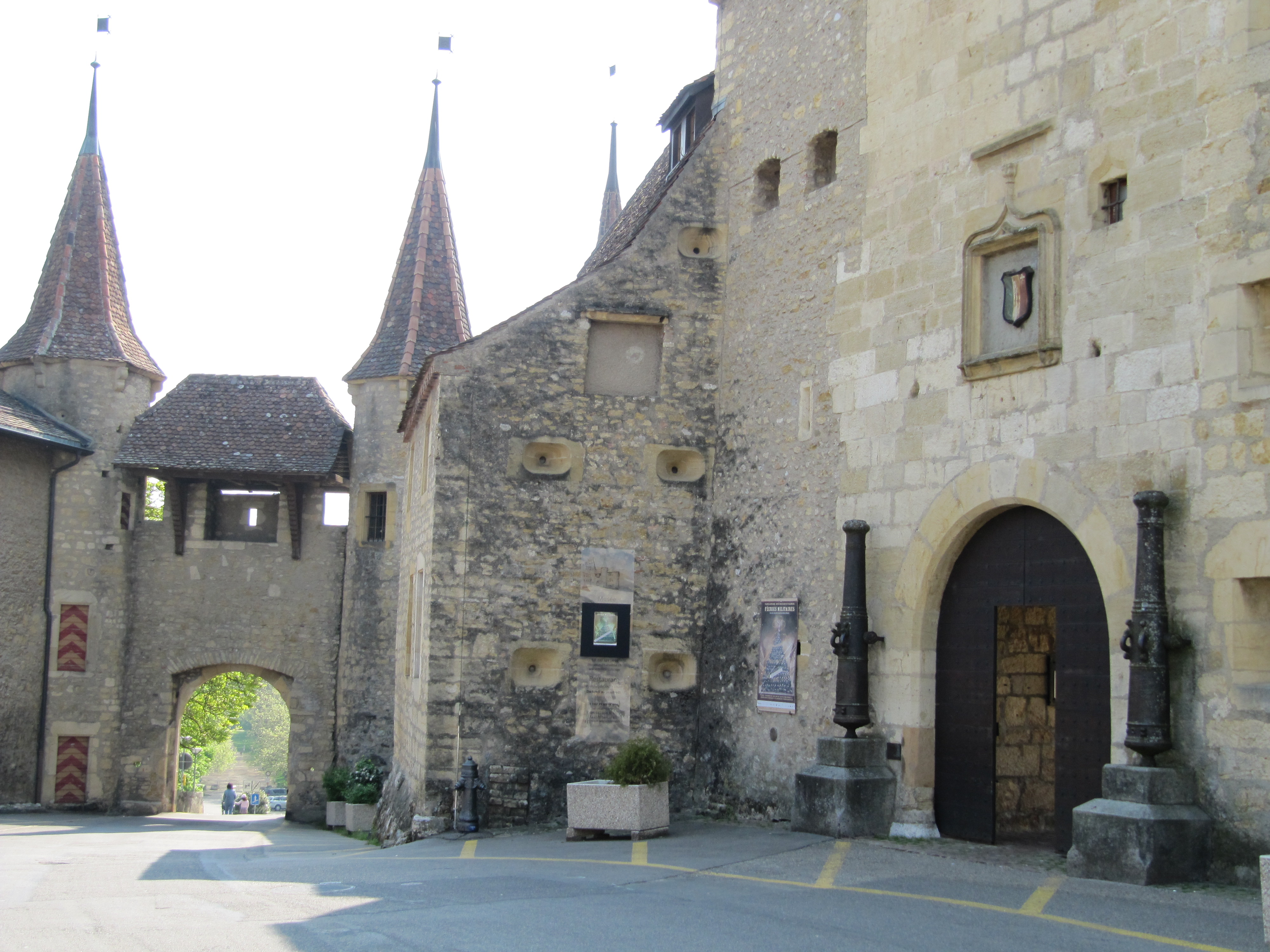
"La porte des allées"

## Unterlagen im Archiv des Kantons Neuenburg
Verschiedene Bestände und Sammlungen zum Schloss Colombier befinden sich im Archiv des Kantons Neuenburg:
- Bestand: Plans et cartes.   Archives de l'Etat de Neuchâtel.   Signatur: PLA.
- Bestand: Reconnaissances (1401–1836).   Archives de l'Etat de Neuchâtel.   Signatur: RC.
- Bestand: Archives seigneuriales (1143–1707).   Archives de l'Etat de Neuchâtel.   Signatur: AS.
- Bestand: Notes Courvoisier.   Archives de l'Etat de Neuchâtel.   Signatur: NC.